# Akademie für Theater, Radio, Film und Fernsehen

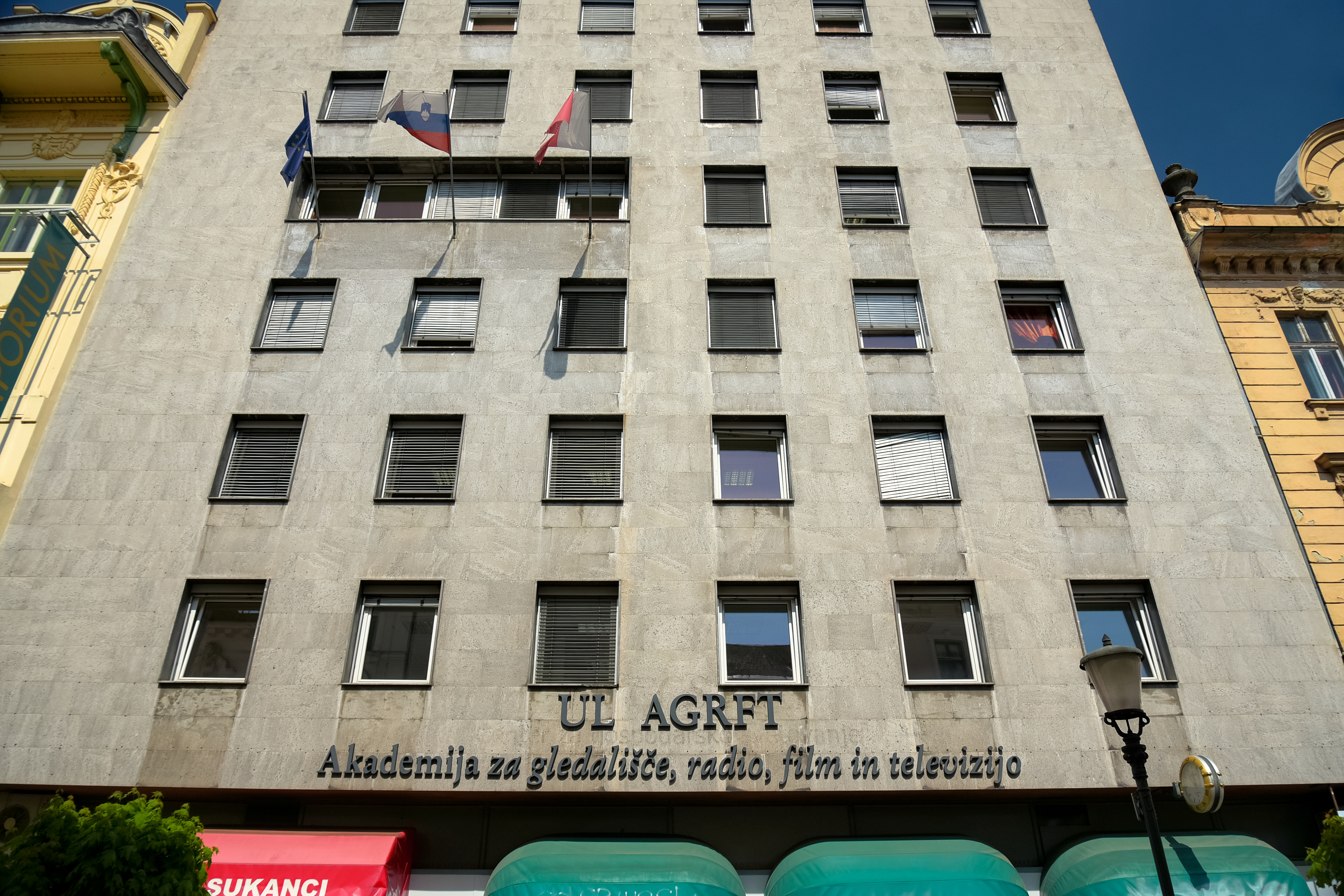
Akademie für Theater, Radio, Film und Fernsehen (2017)

Die Akademie für Theater, Radio, Film und Fernsehen (slowenisch: Akademija za gledališče, radio, film in televizijo, AGRFT) ist eine Schauspiel- und Filmhochschule in Ljubljana und die einzige ihrer Art in Slowenien. Derzeitiger Dekan der Akademie ist Miran Zupanič.
Die Akademie für Theater, Radio, Film und Fernsehen ist heute Teil der Universität Ljubljana, wodurch sie an internationale Hochschul-Austauschprogramme wie das Sokrates-Programm und das Erasmus-Programm angeschlossen ist.
Die Akademie hat ihren Sitz in der Altstadt von Ljubljana (Trubarjeva cesta 3) im Bezirk Center.

## Geschichte
Im Frühjahr 1945, unmittelbar nach dem Ende des Zweiten Weltkriegs als Akademie der dramatischen Künste und für die Ausbildung von Schauspielern, Drehbuchautoren und Dramaturgen gegründet, geht sie im Kern auf eine 1943 von Partisanen im freien Teil des damals besetzten Slowenien eingerichteten Ausbildungsstätte zurück.
Im Zuge des Einzugs des Fernsehens in Slowenien Ende der 50er Jahre kamen 1963 neben den Theaterdisziplinen auch Film und Radio, kurz darauf Fernsehen zum Lehrplan hinzu, und infolgedessen die Umbenennung in Akademie für Theater, Radio, Film und Fernsehen. Seit 1975 ist die Akademie eine Fakultät der Universität Ljubljana.

## Abteilungen
Die AGRFT gliedert sich in drei Abteilungen sowie dem angeschlossenen Zentrum für Theater- und Filmstudien (slowenisch: Center za teatrologijo in filmologijo) mit der Bibliothek des Zentrums für Theater- und Filmstudien.
- Abteilung Dramaturgie (Oddelek za dramaturgijo)
- Abteilung Film- und Fernsehregie (Oddelek za filmsko in televizijsko režijo)
- Abteilung Theater und Radio (Oddelek za gledališče in radio)

Die AGRFT lässt jedes Jahr maximal 20 Studenten für alle Fachbereiche zu. Während des Studiums nehmen die Studenten regelmäßig an Filmfestivals teil – etwa am jährlich stattfindenden Munich International Short Film Festival des Internationalen Filmfest München. Seit 1963 haben insgesamt rund 400 Studenten ihre Ausbildung mit einem Diplome abgeschlossen.

## Persönlichkeiten
- Karpo Godina (Kameramann und Filmregisseur)
- Franci Slak (Filmproduzent, Drehbuchautor)
- Mile Korun (Schauspieler)
- Meta Hočevar (Drehbuchautor, Filmredakteur, Bühnenbildner, Kostümbildner)
- Pino Mlakar (Choreograf)
- Jožica Avbelj (Schauspieler)
- Dušan Jovanović (Schauspieler, Dramatiker)
- Andrej Inkret (Theaterkritiker)
- Miha Baloh (Schauspieler)